# Lorenzo Latorre
Lorenzo Antonio Inocencio Latorre Jampen (Montevideo, 28 luglio 1844 – Buenos Aires, 18 gennaio 1916) è stato un politico e militare uruguaiano.

È stato “Governatore Provvisorio” dell'Uruguay tra il 10 marzo 1876 e il 1º marzo 1879, quando divenne Presidente costituzionale fino al 15 marzo 1880.

## Biografia
Lorenzo Latorre nacque a Montevideo il 28 luglio 1844, figlio di un immigrato galiziano, funzionario di dogana. Cominciò a lavorare a 14 anni, abbandonando gli studi; a 19 anni, in disaccordo con il padre, si unì alle forze di Venancio Flores in rivolta contro i blancos.
Entrato nell'esercito, fece una rapida carriera partecipando con il grado di tenente alla guerra della Triplice Alleanza; nel 1870 partecipò alla repressione della rivoluzione tentata da Timoteo Aparicio. Con l'ascesa al potere di Pedro Varela fu nominato Ministro della Guerra. Dopo le dimissioni di quest'ultimo un gruppo di persone appartenenti ai ceti più elevati gli chiese di prendere il controllo del Governo, ponendo fine al vuoto di potere che aveva gettato il paese in una grave crisi.
Il suo governo militare, pur con metodi discutibili, accelerò l'ammodernamento dell'Uruguay e ristabilì il ruolo dello stato centrale. La riorganizzazione dell'esercito e l'acquisto dalle società Mauser e Remington di nuovi fucili gli permisero una netta superiorità nei confronti dei caudillos locali, ponendo in pratica termine ad un lungo periodo di lotte intestine.
Anche se fu il suo predecessore, Pedro Varela, a varare una riforma dell'istruzione Lorenzo Latorre la mise in pratica, garantendo un'educazione gratuita, libera e laica; le riforme introdotte per suo impulso riuscirono ad accrescere l'alfabetizzazione della popolazione. Il suo governo favorì lo sviluppo del sistema di trasporto, con la costruzione di nuove ferrovie; le sue riforme in campo rurale consolidarono il diritto alla proprietà privata dei grandi latifondisti e permisero di razionalizzare la riscossione dei tributi. Abolì inoltre le norme che stabilivano l'obbligo per le persone di colore di servire nell'esercito uruguaiano anche contro la propria volontà, additandole come contrarie alla parità dei diritti di tutti i cittadini e agli stessi principi democratici ai quali è dovere aderire.
Dopo essere stato nominato presidente costituzionale il 1º marzo 1879, dopo una serie di scontri con altre autorità democratiche, Latorre si dimise dall'incarico il 13 marzo 1880, dopo aver definito “ingovernabile” l'Uruguay. Morì a Buenos Aires nel 1916.